# Coggeria naufragus
Coggeria naufragus là một loài thằn lằn trong họ Scincidae. Loài này được Couper, Marsterson & Shea miêu tả khoa học đầu tiên năm 1996.